# Molí d'oli de Camporers
El Molí d'oli de Camporers és una obra de Maials (Segrià) inclosa a l'Inventari del Patrimoni Arquitectònic de Catalunya.

## Descripció
Situat a la Vall de Camporers al nord del nucli de Maials. D'aquest antic molí es conserven fragments de murs amb paraments de maçoneria rústica. Destaca la porta principal d'accés amb arc de mig punt rebaixat dovellada, la clau té una pedra amb la inscripció "AÑO 1863". La resta dels fragments de parament resten dispersos. Es conserven també les restes del mecanisme de ferro de la sínia emprat per extreure aigua.